# Mileu Guarda Sport Clube
Mileu-Guarda Sport Clube é um clube de futebol de Portugal. Já disputou o Campeonato Distrital da Associação de Futebol da Guarda.
Foi fundado em 1983, com o nome de Grupo Desportivo do Mileu O seu estádio Campo António dos Santos, encontra-se no Parque Industrial da Guarda. Esta agremiação está sediada no bairro da Póvoa do Mileu, cidade da Guarda.
É o único clube de futebol ativo, do concelho da Guarda, que já passou pelos Campeonatos Nacionais de futebol de 11.
Militou 3 épocas na 3ª Divisão Nacional - Série C, em 1999/2000, 2001/2002 e 2002/2003.
No seu historial contam-se 2 Campeonatos Distritais Seniores da 1ª divisão e 1 Campeonato Distrital da 2ª Divisão.
Actualmente encontra-se a disputar a 2ª Divisão Distrital da Guarda, mas visa os "palcos" dos campeonatos nacionais de Portugal.